# 農夫の朝食

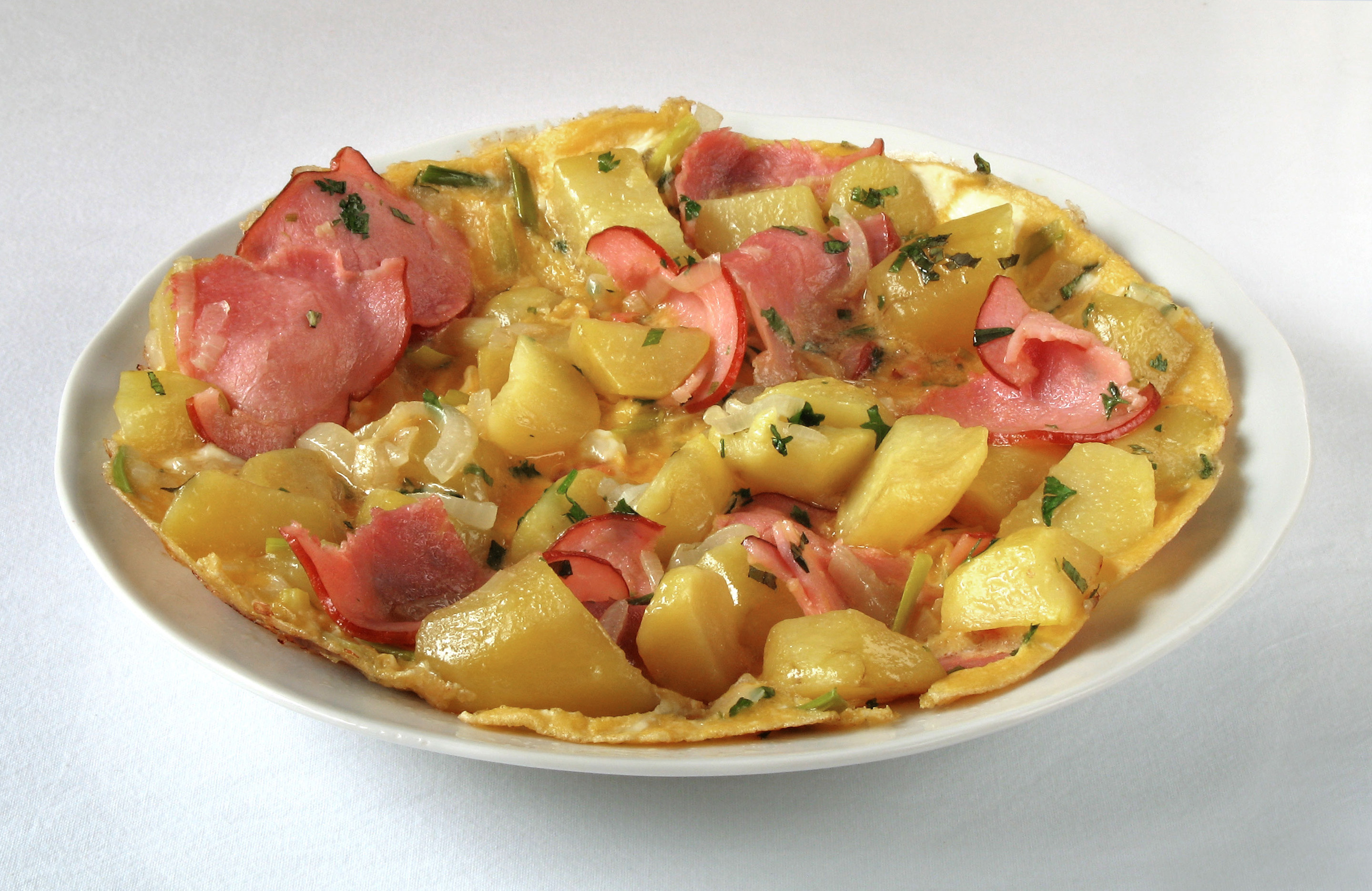
農夫の朝食の例

農夫の朝食（のうふのちょうしょく、ドイツ語: Bauernfrühstück）は、ジャガイモを使ったドイツ料理の一つ。家庭料理である。
日本語の表記としては農家の朝食（のうかのちょうしょく）やカタカナでバウエルンフリューシュトゥック表記もある。

## 概要
ドイツでは家庭料理、「おふくろの味」として親しまれている。また、家庭料理であるため材料や作り方、味付けなどは家庭ごとに異なり、前夜の残り物が使用されることも多い。
ジャガイモ、肉、その他の材料を炒め、溶き卵を流し込んでオムレツやスクランブルエッグのように作る料理である。
農家の人々が早朝から働いた後に食べる食事として、ボリュームのある料理が必要とされたことからできたとされる。今日では農家以外の食事としても人気があり、朝食やランチのメニューとしてレストランでも提供されている。

## ホッペルポッペル
ベルリンではホッペルポッペル（ドイツ語: Hoppelpoppel）と呼ぶ。
卵の量が多いと、ジャガイモ入りオムレツ、スペイン風オムレツに近くなることもある。また、日本においてはホッペルポッペルをベルリン風オムレツとして紹介することがある。